# Columbiana (Ohio)
Columbiana é uma vila localizada no estado norte-americano de Ohio, no Condado de Columbiana e Condado de Mahoning.

## Demografia
Segundo o censo norte-americano de 2000, a sua população era de 5635 habitantes.
Em 2006, foi estimada uma população de 5935, um aumento de 300 (5.3%).

## Geografia
De acordo com o United States Census Bureau tem uma área de
16,0 km², dos quais 15,7 km² cobertos por terra e 0,3 km² cobertos por água. Columbiana localiza-se a aproximadamente 352 m acima do nível do mar.

## Localidades na vizinhança
O diagrama seguinte representa as localidades num raio de 16 km ao redor de Columbiana.